# Dcua
dcua — українська команда «білих» хакерів (спеціалістів з інформаційної безпеки). Створена 2012 року. Від початку перебувала в першій десятці світового рейтингу CTF (Capture the flag). Очолила всесвітній рейтинг CTFtime 2016 року. Члени команди — студенти та випускники КПІ.
Призери багатьох міжнародних турнірів CTF (Capture the flag), де команда має зламати певну інформаційну систему з наперед упровадженими вразливостями.
Співзасновником був Олександр Бажанюк (зараз працює в Intel Security Group). Теперішній лідер і тренер — науковий співробітник Фізико-технічного інституту (ФТІ) НТУУ «КПІ» Микола Ільїн. Серед інших постійних учасників — його брат, аспірант ФТІ Костянтин Ільїн, студент 5 курсу ФТІ Віктор Ситник, випускник ФТІ Микола Овчарук, випускник Інституту спеціального зв'язку та захисту інформації НТУУ «КПІ» Андрій Данилюк. Загалом dcua налічує 43 активні гравці.
Серед найвищих місць у змаганнях:
- WhiteHat Contest 11 (В'єтнам, 2016) — 3-4-е місця[3]
- AusCERT2016 (Австралія) — 1[4]
- HackIT 2016 (Україна) - 1 місце[5]
- VolgaCTF 2016 (Росія) — 1[6]
- ZeroNights 2016 (Росія) — 1-3-є місця[7]
- HackIT 2017 (Україна) - 2 місце[8]